# Владиславівка (Дубенський район)
Владисла́вівка — село в Україні, у Млинівській селищній громаді Дубенського районіу Рівненської області. Населення становить 540 осіб.

## Історія та сьогодення
Існує така легенда щодо походження назви села Владиславівка.

Давним-давно, ще за польських часів, жив у селі (нині Новоселівка) пан на ім'я Божко. І було у нього п'ятеро дітей: Іван, Владислав, Уляна, Софія та Олександр. Всіх своїх дітей пан Божко наділив землею назвав їхніми іменами. Ось так і виникли села: Іванівка, Улянівка, Владиславівка, Софіївка та Олександріївка. А за іншою версією тодішню колонію заснував чех Владислав, звідки і пішла назва села. 

На рубежі V і IV тисячоліть до н.е. з’явилося землеробство. Найбільш розвинутою землеробською культурою була трипільська, що відноситься до часу між 3500 та 2700 років кам’яної доби в районі села Владиславівка та Гончариха. Про те, що ці поселення існували тут досить тривалий час, свідчить численні знахідки: кам’яні сокири двох типів (одна з них відполірована, з простим просвердленим отвором свідчить про високий рівень техніки обробітку каменю), наконечник стріли з кременю, фрагмент кам’яного полотна тощо.

Пізніші епохи – мідна і бронзова доба – слідів в цій окрузі не залишили, або їх ще не відшукали.

З VI-VII століть н.е. край був заселений людьми слов’янського кореня, людьми з літописного племені дулібів або волинян. З утворенням в ІХ столітті Київської Русі Волинь ввійшла до її складу. З занепадом Київської держави край перебував у складі Волинського, а потім Галицько-Волинського князівства.

В кінці XIV століття Волинь була зайнята Литовським князівством. Після об’єднання Литви з Польщею і утворення Речі Посполитої край підпав під владу поляків до 1795 року. Саме до цього часу відносяться перші письмові відомості про села округи. Проте є відомості участі селян у визвольній війні українського народу 1648-1657 років.
 
У 1795 року Волинь анексована до складу Російської імперії. 

У 60-х роках ХІХ ст. виникає Владиславівка. В архівах збереглися ревізійні списки тих часів, а також акти на звільнення з кріпацтва в результаті селянської реформи 1861 року. На початку ХХ ст. села Волині обійшов етнограф, краєзнавець Олександр Цинкаловський, який у своїй книзі "Стара Волинь і Волинське Полісся" повідомляє про Владиславівку таке: 
– 25 домів, 192 жителі. 
  
Учні з навколишніх сіл збиралися на навчання в початковій школі, яка була заснована в 1903 році в Божкевичах (нині Владиславівка).

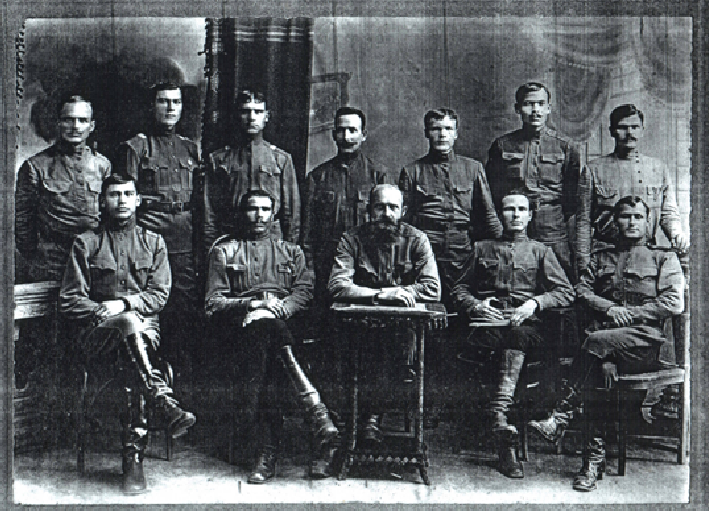
Жителі Владиславівської сільської ради на службі в польській армії

Під час Першої світової війни Владиславівка знаходилася в близькому тилу австро-угорських військ. Владиславівка згадується в другій книзі "Тихого Дону" Михайла Шолохова як пункт, у якому перебував Г. Мелехов в складі козацької сотні під час наступу російської армії на Радзивілов (Червоноармійськ).
7 (20) листопада 1917 року, відповідно до Третього Універсалу Української Центральної Ради, увійшло до складу Української Народної Республіки.
В результаті подій 1917-1920-х років село опинилося в складі польської держави, де й перебувало до вересня 1939 року. 
Селяни в період польського панування перебували в нерівноправному становищі. Кращі землі належали польським поселенням (усаднікам), які користувалися привілеями. До війни тут також були досить численні колонії німців.
З початком Другої світової війни німецькі окупаційні війська вже через тиждень захопили територію села і встановили свої порядки. Тут був призначений староста, гарнізонів військ не було. Під час війни в навколишніх лісах (Ужинецькому) діяли боївки УПА. В 1943 році в Ульянівці, неподалік Владиславівки, 2-3 дні перебував загін з’єднання С.А.Ковпака, яке проходило Волинню під час рейду в Карпати.

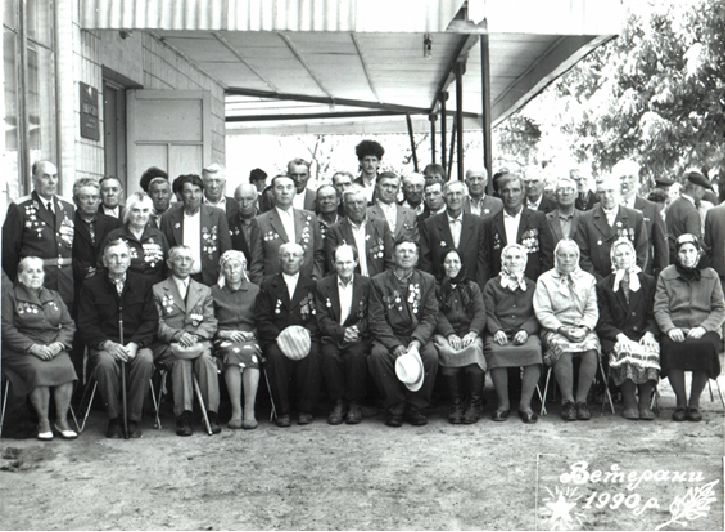
Ветерани, 1990 рік.

В роки окупації нацисти вбили в с. Владиславівка 20 чоловік, вивезли на примусові роботи до Німеччини 46 чоловік. На фронтах в складі імперської радянської армії билися 17 жителів села. А ось імена тих, хто поліг на фронтах Другої світової війни в період з 22 червня 1941 року по 9 вересня 1945 року: Бігун Ілля Петрович, Возний Митрофан Мойсейович, Гладиш Юрій Дмитрович, Жуковський Ілля Олексійович, Ігнацевич Онуфрій Федорович, Костюк Євдоким Іванович, Кочин В’ячеслав Олександрович, Мисько Іван Ірович, Панасюк Іван Андрійович, Цап Федір Михайлович, Юсипович Михайло Дмитрович. За бойові подвиги нагороджено 14 чоловік

2-4 лютого 1944 року Владиславівка була відвойована від німців, почалася масова примусова мобілізація в Червону армію та встановлення окупаційної радянської влади. 

В кінці 40-х років знову починається примусова колективізація. Так, восени 1949 року у Владиславівці був створений колгосп ім. Фрунзе (голова – П.Кревський). У 1958 році його об’єднали з  колгоспами «Гвардієць» (с. Ульянівка) та «Шлях до комунізму» ( с. Гончариха) в один – ім. Жданова (голова – Секела М.П.).

На початку 50-х років був збудований магазин, в 60-х роках – клуб. В приміщенні клубу також були розміщені бібліотека (тоді вона називалася хата-читальня) та сільська рада. У 1987 році було збудоване нове приміщення, де розмістились клуб та бібліотека.

На початку 90-х років були збудовані: лако-фарбовий цех, Свято-Покровська українська православна церква Київського патріархату (1992р.), теплиці КАВТО "Мир" (1992р.), школа (1993р.).
12 червня 2020 року, відповідно до розпорядження Кабінету Міністрів України № 722-р від «Про визначення адміністративних центрів та затвердження територій територіальних громад Рівненської області», увійшло до складу Млинівської селищної громади.
19 липня 2020 року, в результаті адміністративно-територіальної реформи та ліквідації Млинівського району, село увійшло до складу Дубенського району.

## Географія
Клімат помірно-континентальний.

Поблизу села розташований ботанічний заказник місцевого значення «Грабовещина».

## Населення

### Мова
Розподіл населення за рідною мовою за даними перепису 2001 року:
| Мова       | Кількість | Відсоток |
| ---------- | --------- | -------- |
| українська | 535       | 99.07%   |
| російська  | 5         | 0.93%    |
| Усього     | 540       | 100%     |

## Органи влади
До 2016 у складі Владиславівської сільської ради. У її підпорядковані знаходилися  села: Владиславівка, Іванівка, Улянівка, Новоселівка, Косарево, Гончариха. 

Сільський голова: Олександр Васильович Луцюк (2015-2020)

## Підприємства
- СФГ «Бджілка» -  К.П.Радчук
- ПП «Еліта» - фермер С.В.Жуковський

## Освіта
- Владиславівська загальноосвітня школа І-ІІ ступенів філія млинівської третьої школи І-ІІІ ступенів

## Культура
- Клуб села Владиславівка
- Бібліотека села Владиславівка

Знайомство з новими книгами

Після Другої світової війни в селі з’явились перша хата-читальня, де   бібліотекарем працювала Анастасія Колесник.
У листопаді 1984 року в експлуатацію було введено нове приміщення клубу с. Владиславівка. В новобудові виділили кімнати для бібліотеки, якою завідувала Алла Петрівна Удод.

З липня 1989 року завідувачкою бібліотеки є Тетяна Володимирівна Миштак (Мураненко).

У жовтні 2002 року було проведено реорганізацію бібліотечної системи:  сільські бібліотеки були об’єднані із шкільними. У бібліотеці створений алфавітний каталог, картотека підручників.
 
Сьогодні бібліотека с. Владиславівка розташовується у приміщенні клубу та школи. Книжковий фон становить близько 7 тисяч примірників. Обслуговує 550 читачів, серед них 65 дітей.

## Релігія
Свято-Покровська громада української православної автокефальної церкви Київського патріархату.

## Медицина
Фельдшерсько-акушерський пункт села Владиславівка

## Галерея

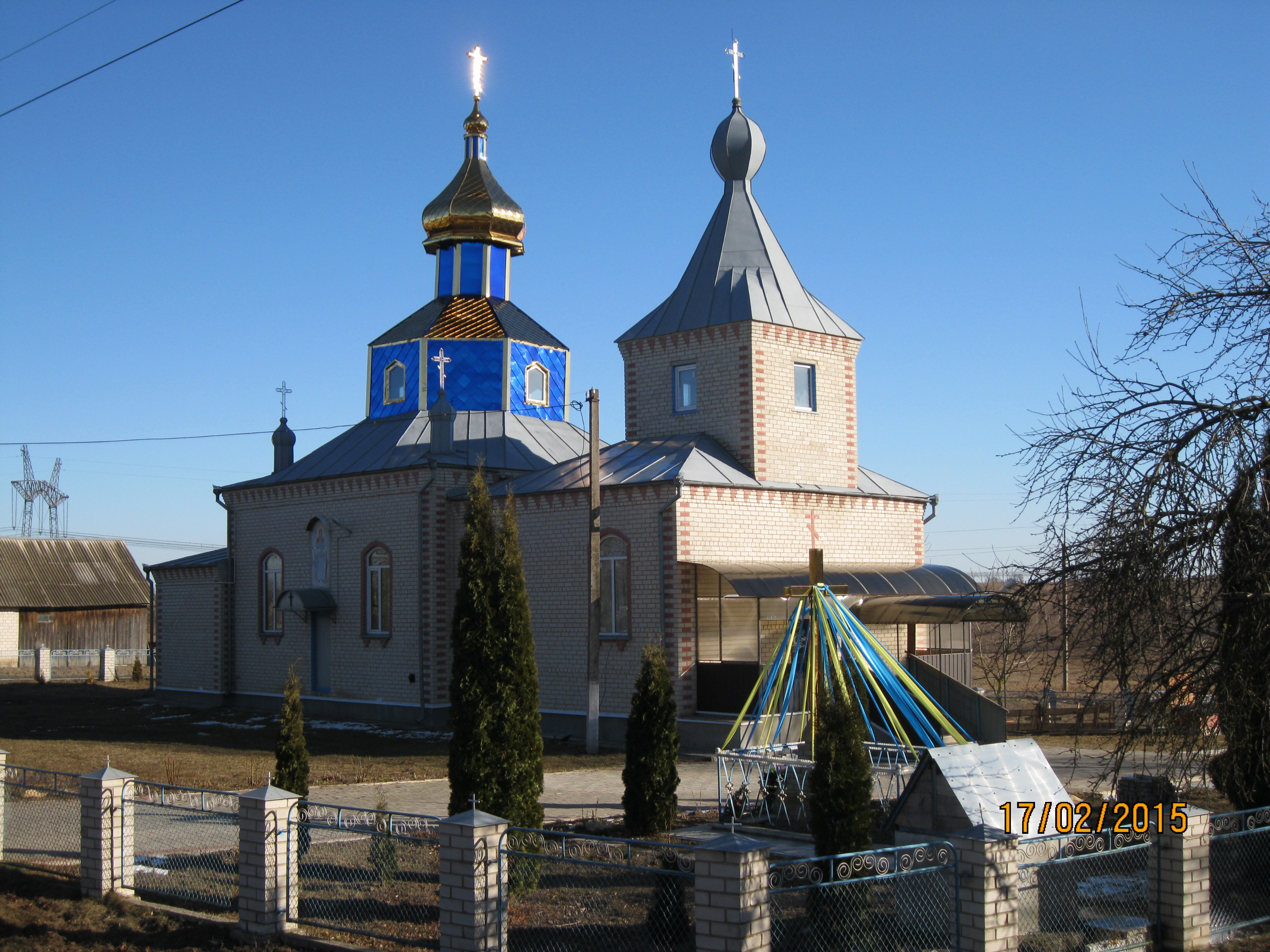
Свято-Покровська церква с. Владиславівка
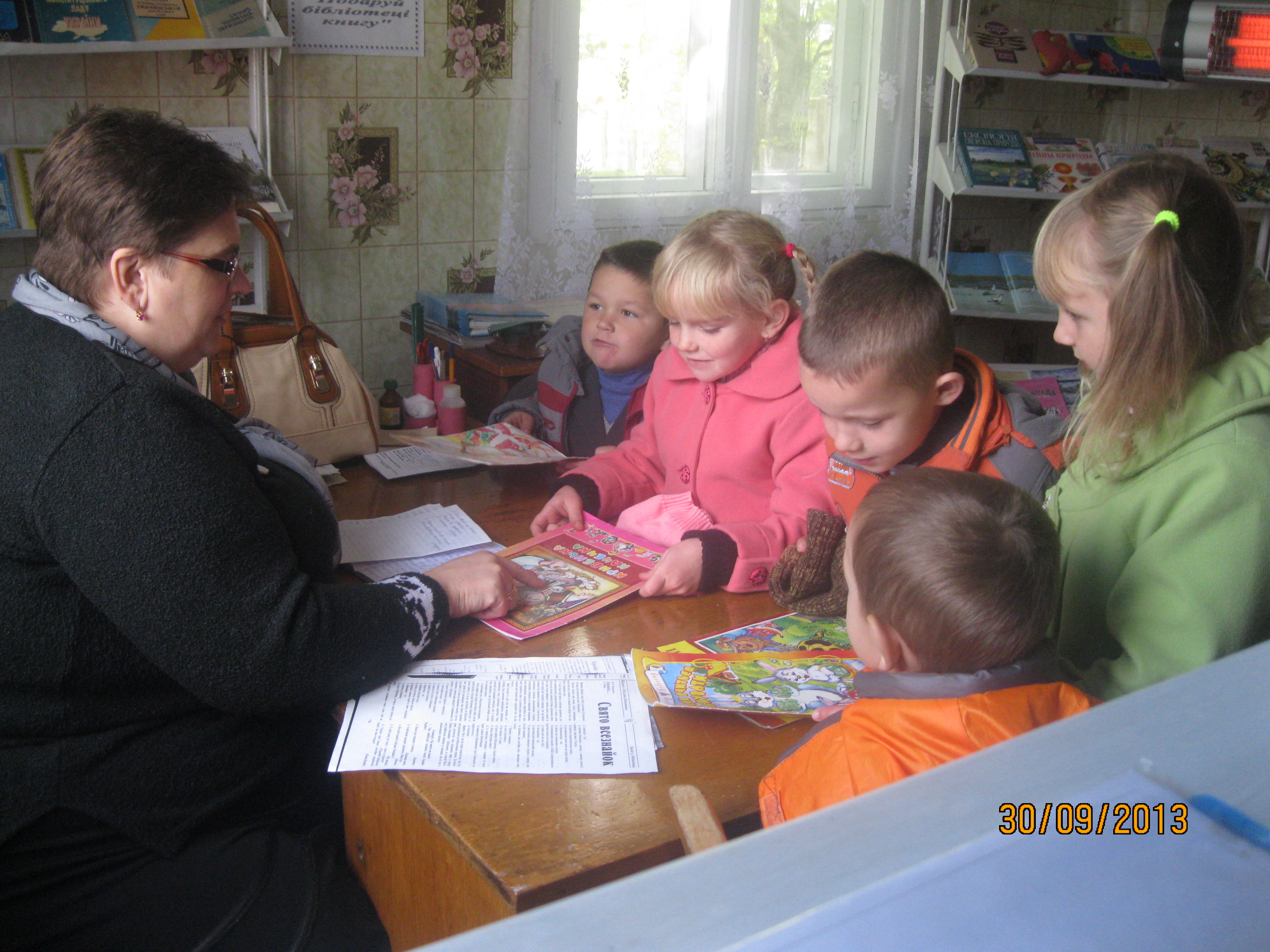
Знайомство з книгою!
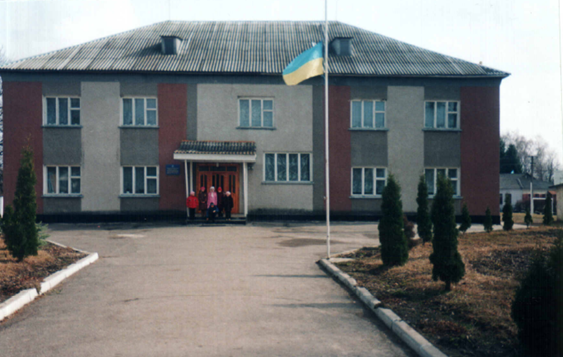
Владиславівська ЗОШ І-ІІ ст.